# 东河隧道
东河隧道（英語：East River Tunnels）是位于美国纽约市的一条四洞单线隧道。该隧道自曼哈顿宾州车站东咽喉引出，沿32街和33街向东走行，下穿东河至皇后区长岛市。目前该隧道属于东北走廊线的一部分，承担美铁经由东北走廊线运行的北向始发终到和通过列车，长岛铁路宾州车站到发的列车，以及新泽西通勤铁路宾州车站-阳边车辆段间调车作业。

## 历史

### 规划
东河隧道的建设是20世纪初宾夕法尼亚铁路公司“纽约隧道延伸”计划的一部分。在当时，宾州铁路公司运营的列车在泽西市到发，而长岛铁路公司运营的列车则在长岛市到发，旅客需要换乘渡轮才能抵达曼哈顿，十分不便。为解决这一问题，宾州铁路公司计划新建一座横跨哈得逊河的桥梁及一组下穿东河的隧道，从而连通宾州铁路的始发站和长岛铁路的始发站。1900年，宾州铁路公司通过控股取得了长岛铁路的经营权，为后续建设铺平了道路。1901年6月，宾州铁路公司开始与银行洽谈筹款事宜；宾州铁路公司预计新桥将耗资三千万美元。由于成本过高，且纽约州和宾州铁路公司在建桥问题上存在一些分歧，同年12月，宾州铁路公司决定以隧道取而代之。
纽约隧道延伸项目甫一提出，便招致了纽约市捷运委员会的反对；该委员会认为待建的隧道将无法被其有效监管。跨区捷运公司视这一项目为建设中的纽约地铁项目的潜在竞争对手，因而也反对该项目。尽管如此，纽约市政委员会仍于1902年12月以41票赞成、36票反对，批准了这一项目。根据计划，宾州铁路公司将于待建隧道内部修建一座火车站；整个项目耗资逾一亿美元。1904年3月，该工程完成发包；其中东河隧道部分由培生公司承包。时任宾州铁路公司首席工程师的阿尔弗雷德·诺贝尔则负责隧道的设计。当年7月，东河隧道开工。

### 近况
由于隧道翻修，自2024年11月起，銀星號列車将与国会特快号列车短暂合并为佛罗里达人号列车。